# Faros (serie filatélica española)
Faros es el nombre de una serie filatélica emitida por la Sociedad Estatal Correos y Telégrafos de España entre los años 2007 y 2011, dedicada a los principales faros españoles. En total fueron puestos en circulación 30 sellos en 5 fechas de emisión diferentes.

## Descripción
| Fecha de emisión | Nombre del sello (descripción)                                                    | Dimensiones (mm)            | Valor facial (en €) |
| ---------------- | --------------------------------------------------------------------------------- | --------------------------- | ------------------- |
| 06.09.2007       | 1) El faro de Punta del Hidalgo en la localidad homónima (Tenerife)               | 28,8 × 40,9                 | 0,30                |
| 06.09.2007       | 2) El faro de Cabo Mayor en Santander                                             | 28,8 × 40,9                 | 0,39                |
| 06.09.2007       | 3) El faro de Punta Almina en Ceuta                                               | 28,8 × 40,9                 | 0,42                |
| 06.09.2007       | 4) El faro de Melilla en la ciudad homónima                                       | 28,8 × 40,9                 | 0,58                |
| 06.09.2007       | 5) El faro de Cabo de Palos en Murcia                                             | 28,8 × 40,9                 | 0,78                |
| 06.09.2007       | 6) El faro de Górliz en la localidad homónima (Vizcaya)                           | 28,8 × 40,9                 | 2,43                |
| 02.09.2008       | 1) El faro de Torredembarra en la localidad homónima (Tarragona)                  | 28,8 × 40,9                 | 0,60                |
| 02.09.2008       | 2) El faro de Irta en la provincia de Castellón                                   | 28,8 × 40,9                 | 0,60                |
| 02.09.2008       | 3) El faro de Punta Pechiguera en la isla de Lanzarote                            | 28,8 × 40,9                 | 0,60                |
| 02.09.2008       | 4) El faro de Cabo Silleiro en la provincia de Pontevedra                         | 28,8 × 40,9                 | 0,60                |
| 02.09.2008       | 5) El faro de Cap Barbaria en la isla de Formentera                               | 28,8 × 40,9                 | 0,60                |
| 02.09.2008       | 6) El faro de Punta de la Orchilla en la isla de El Hierro (Canarias)             | 28,8 × 40,9                 | 0,60                |
| 15.04.2009       | 1) El faro de Porto Colom en la costa este de Mallorca                            | 28,8 × 40,9                 | 0,62                |
| 15.04.2009       | 2) El faro de La Higuera en Matalascañas, Huelva                                  | 28,8 × 40,9                 | 0,62                |
| 15.04.2009       | 3) El faro de Igueldo al oeste de la ciudad de San Sebastián                      | 28,8 × 40,9                 | 0,62                |
| 15.04.2009       | 4) El faro de Punta de Arinaga en la costa este de la isla de Gran Canaria        | 28,8 × 40,9                 | 0,62                |
| 15.04.2009       | 5) La Torre de Hércules en La Coruña                                              | 28,8 × 40,9                 | 0,62                |
| 15.04.2009       | 6) El faro de Torrox en la localidad homónima (Málaga)                            | 28,8 × 40,9                 | 0,62                |
| 20.09.2010       | 1) El faro de Ciudadela en la localidad homónima en la isla de Menorca (Baleares) | 28,8 × 40,9 (115,2 × 105,8) | 0,64                |
| 20.09.2010       | 2) El faro Punta Cumplida en la isla de La Palma (Canarias)                       | 28,8 × 40,9 (115,2 × 105,8) | 0,64                |
| 20.09.2010       | 3) El faro de San Ciprián en la localidad homónima (Lugo)                         | 28,8 × 40,9 (115,2 × 105,8) | 0,64                |
| 20.09.2010       | 4) El faro de Punta de La Polacra en la punta homónima (Almería)                  | 28,8 × 40,9 (115,2 × 105,8) | 0,64                |
| 20.09.2010       | 5) El faro de Cabo de Huertas en el cabo homónimo (Alicante)                      | 28,8 × 40,9 (115,2 × 105,8) | 0,64                |
| 20.09.2010       | 6) El faro de Avilés en la ría homónima (Asturias)                                | 28,8 × 40,9 (115,2 × 105,8) | 0,64                |
| 11.04.2011       | 1) El faro de Calella en la localidad homónima (Barcelona)                        | 28,8 × 40,9 (115,2 × 105,8) | 0,65                |
| 11.04.2011       | 2) El faro de Chipiona en la localidad homónima (Cádiz)                           | 28,8 × 40,9 (115,2 × 105,8) | 0,65                |
| 11.04.2011       | 3) El faro de La Entallada en la isla de Fuerteventura (Canarias)                 | 28,8 × 40,9 (115,2 × 105,8) | 0,65                |
| 11.04.2011       | 4) El faro Cabo San Sebastián en Palafrugell (Gerona)                             | 28,8 × 40,9 (115,2 × 105,8) | 0,65                |
| 11.04.2011       | 5) El faro de Castell de Ferro en la localidad homónima (Granada)                 | 28,8 × 40,9 (115,2 × 105,8) | 0,65                |
| 11.04.2011       | 6) El faro de Valencia en la ciudad homónima                                      | 28,8 × 40,9 (115,2 × 105,8) | 0,65                |